# Heteromargarodes americanus
Heteromargarodes americanus är en insektsart som beskrevs av Jakubski 1965. Heteromargarodes americanus ingår i släktet Heteromargarodes och familjen pärlsköldlöss. Inga underarter finns listade i Catalogue of Life.